# Old Barracks (Warwick)
O Old Barracks é uma antiga instalação militar em Barrack Road, Warwick, na Inglaterra. É um edifício listado como Grau I.

## História
O edifício foi projectado por Thomas Johnson no estilo dórico grego como uma prisão local e concluído em 1783. Mais tarde foi ampliado e modificado por Henry Couchman em 1793. Depois de a prisão ter mudado para Cape Road em 1860, o edifício foi convertido num quartel para o 1º Regimento da Milícia de Warwickshire em 1860. Imediatamente antes da Primeira Guerra Mundial, o quartel-general divisionário da Divisão South Midland estava localizado no edifício. Foi, então, usado como um registo do exército. Foi desactivado em 1930 e posteriormente integrado ao complexo Shire Hall, quando o complexo foi ampliado em 1932.